# William Stephen Raikes Hodson
Pour les articles homonymes, voir Hodson.
William Stephen Raikes Hodson, né le 19 mars 1821 à Maisemore Court, près de Sandhurst (Gloucestershire) et mort le 11 mars 1858 à Begum Kothi (Lucknow), est un officier britannique.

## Biographie

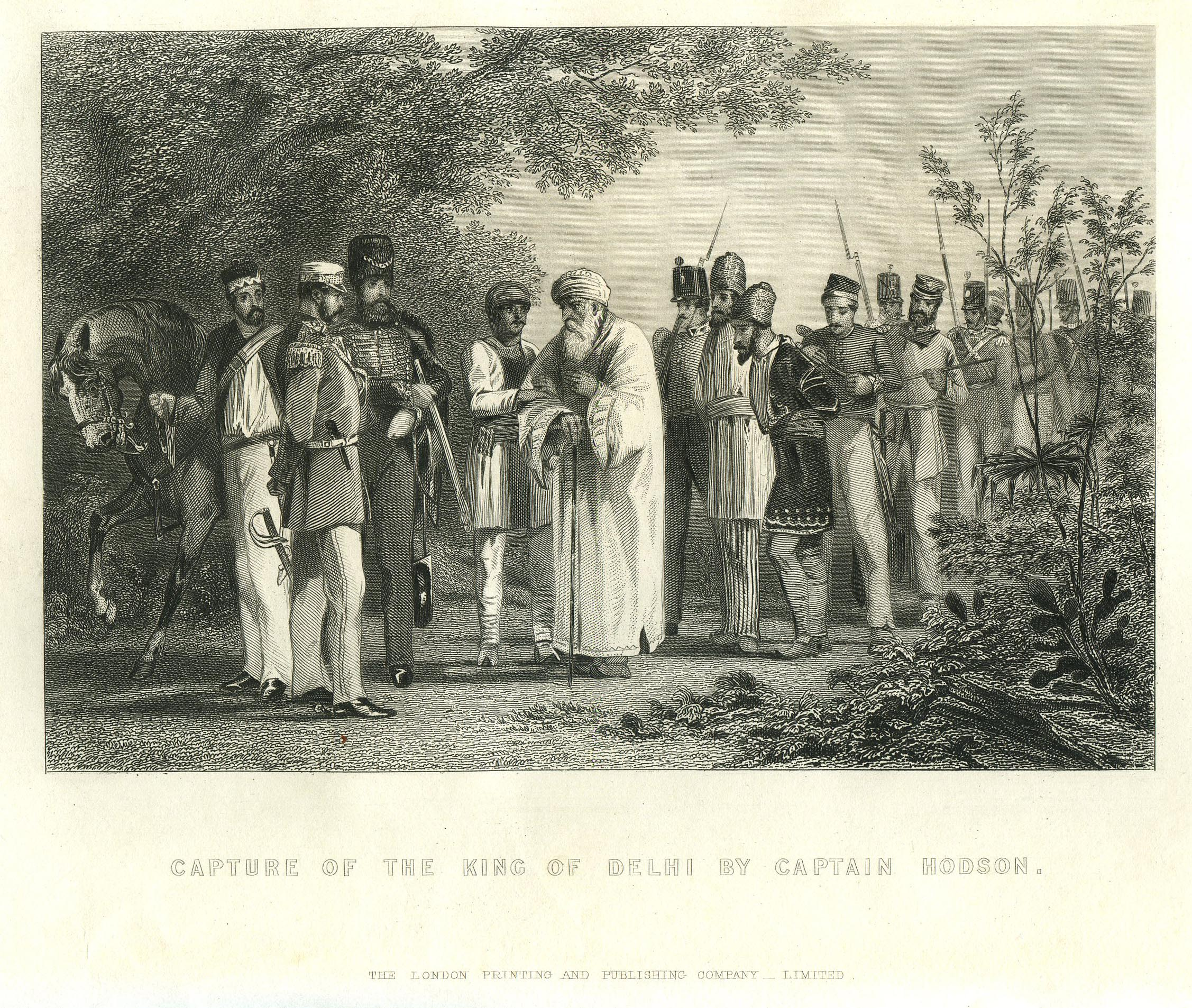
Capture de Muhammad Bahâdur Shâh et de ses fils par William Hodson près de la tombe de Humayun le 20 septembre 1857

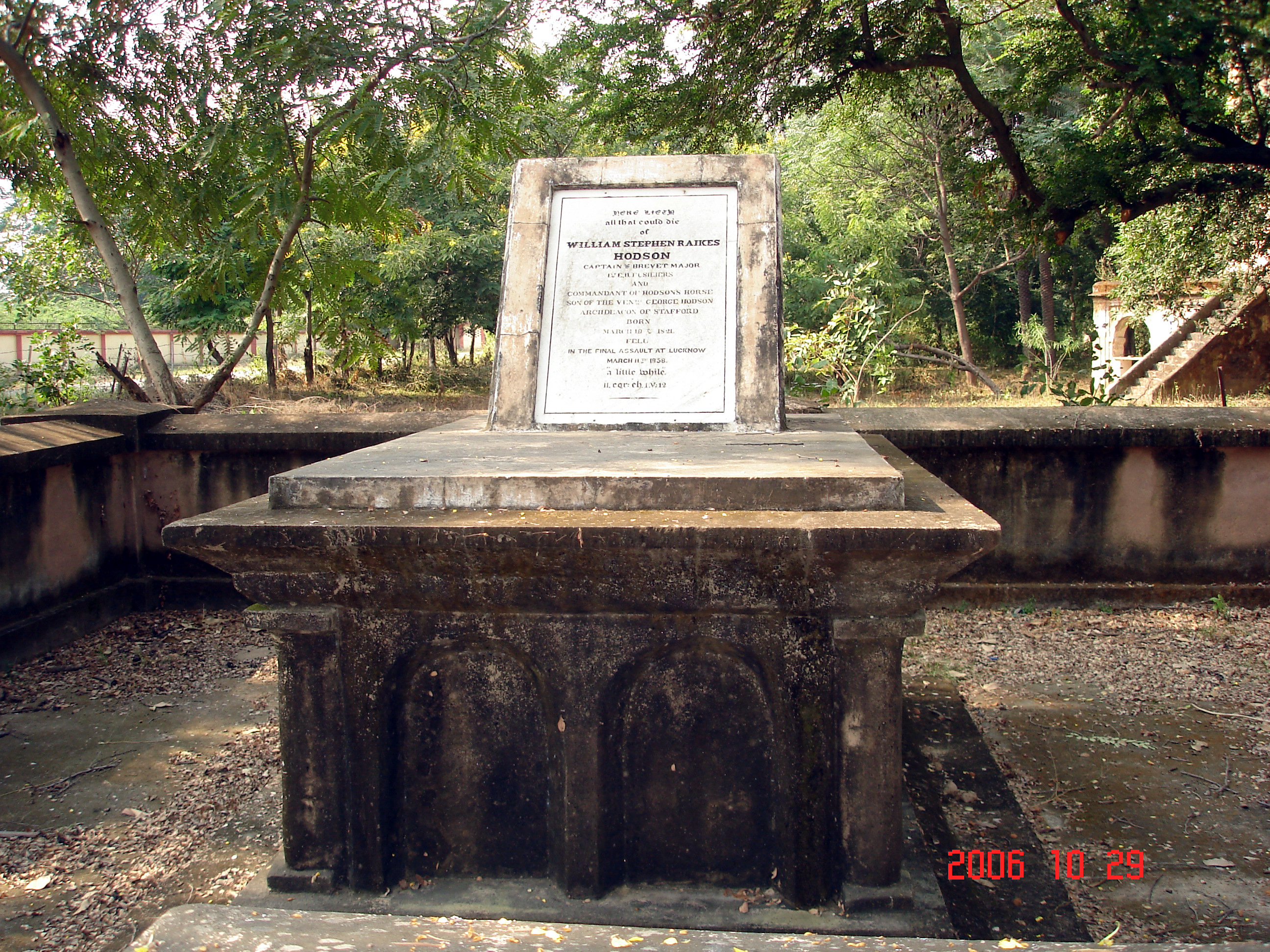
Tombe de Hodson dans le jardin de La Martiniere de Lucknow

Capitaine, il prend part à la première guerre des Sikhs et participe aux combats de Moodkee, de Ferozeshah et de Sobraon. 
En 1857, il est l'auteur du meurtre de trois princes de la famille du roi Muhammad Bahâdur Shâh à Delhi qu'il exécute froidement durant l'insurrection des Cipayes, ses fils Shahzada et Mirza Mughal (en) et son petit-fils Mirza Abubakar. 
Promu major, il est tué lors de la bataille de Lucknow à Begam Kothi. Il est inhumé dans le jardin de La Martinière de Lucknow. 
Jules Verne qui le mentionne dans son roman La Maison à vapeur (partie 1, chapitre III), écrit par erreur qu'il a été tué le 16 mars au lieu du 11.